# Карлюс
Карлюс (фр. Carlus, окс. Carlús) — коммуна во Франции, находится в регионе Юг — Пиренеи. Департамент — Тарн. Входит в состав кантона Альби-2. Округ коммуны — Альби.
Код INSEE коммуны — 81059.

## География

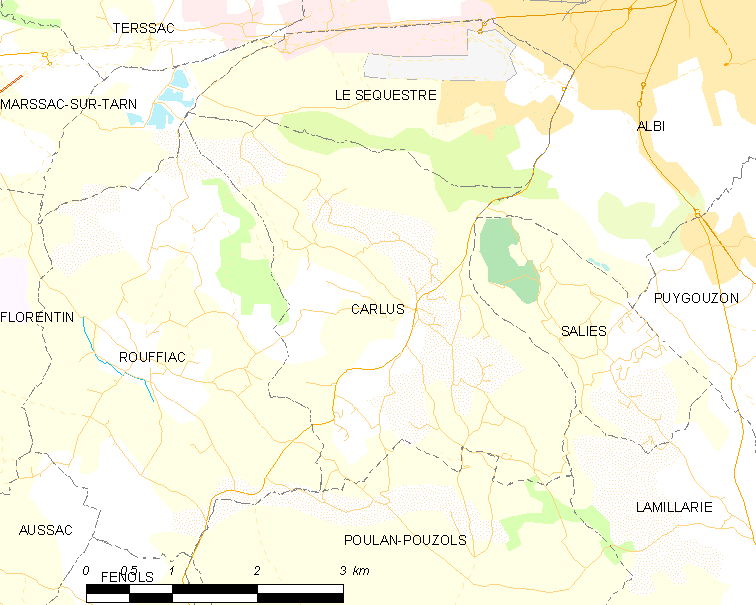
Карта коммуны

Коммуна расположена приблизительно в 560 км к югу от Парижа, в 65 км северо-восточнее Тулузы, в 6 км к юго-западу от Альби.
По территории коммуны протекает небольшая река Каррофуль.

## Климат
Климат умеренно-океанический. Зима мягкая и дождливая, лето жаркое с частыми грозами. Ветры довольно редки.

## Население
Население коммуны на 2010 год составляло 665 человек.
| 1962 | 1968 | 1975 | 1982 | 1990 | 1999 | 2010 |
| ---- | ---- | ---- | ---- | ---- | ---- | ---- |
| 340  | 334  | 319  | 584  | 580  | 549  | 665  |

## Администрация
| Период | Период | Фамилия        | Партия | Примечания         |
| ------ | ------ | -------------- | ------ | ------------------ |
| 2001   | 2014   | Тьерри Жинесте |        |                    |
| 2014   | 2020   | Эрик Гийомен   |        | военный в отставке |

## Экономика
Основу экономики составляет виноградарство.
В 2007 году среди 438 человек в трудоспособном возрасте (15—64 лет) 300 были экономически активными, 138 — неактивными (показатель активности — 68,5 %, в 1999 году было 66,9 %). Из 300 активных работали 279 человек (135 мужчин и 144 женщины), безработных было 21 (14 мужчин и 7 женщин). Среди 138 неактивных 36 человек были учениками или студентами, 76 — пенсионерами, 26 были неактивными по другим причинам.